# Artus (piwo)

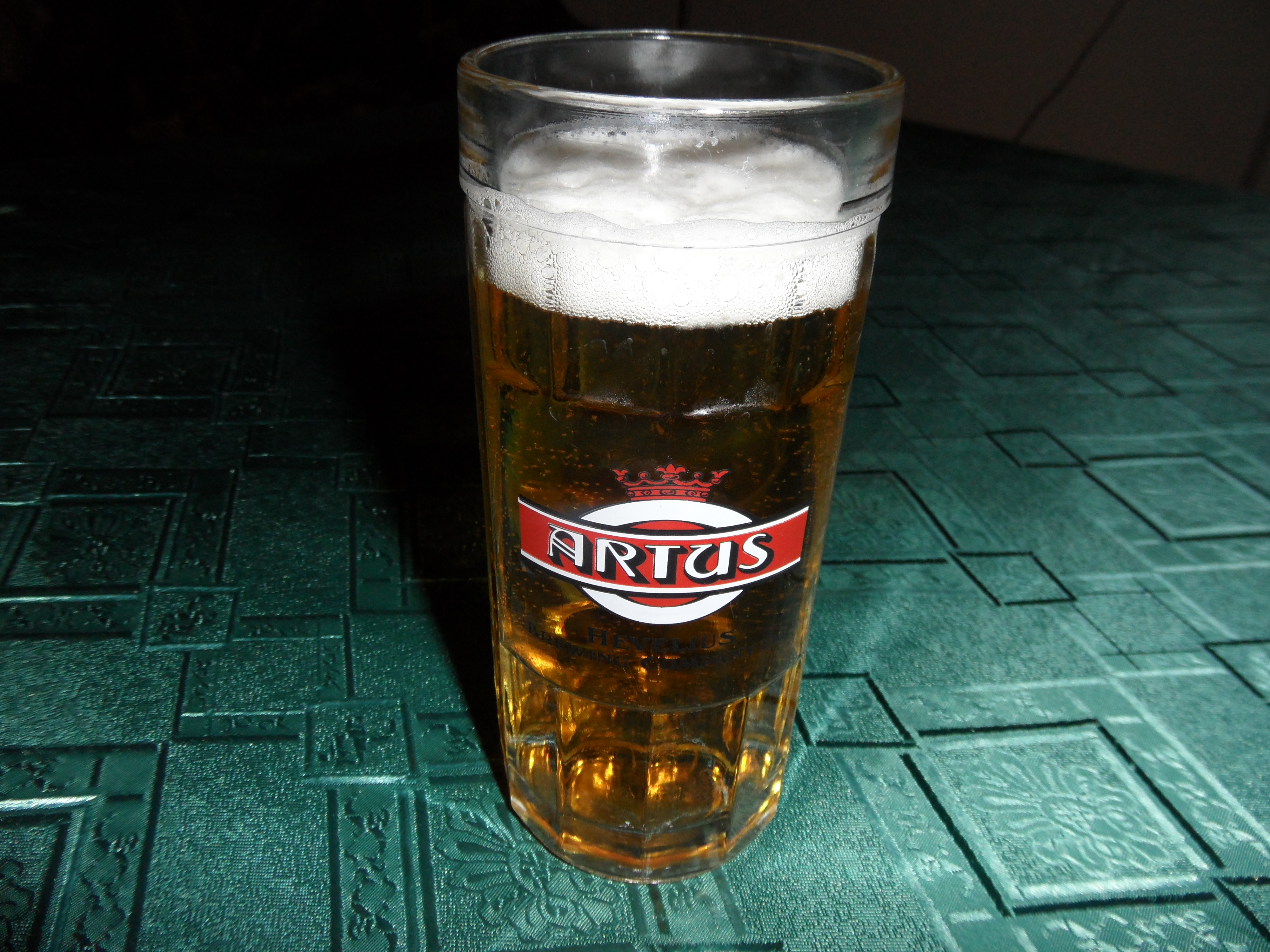
Kufel piwa Artus

Artus – marka jasnego piwa produkowanego w latach 1986-2001 przez browar w Gdańsku Wrzeszczu.  
Piwo o tej nazwie (Artus-Bräu, Artus-Gold oraz Artus-Pils) było też produkowane i sprzedawane w butelkach i beczkach przez ten sam browar, noszący ówcześnie nazwę Danziger Aktien-Bierbrauerei (DAB), do 1945.